# Moderne vijfkamp

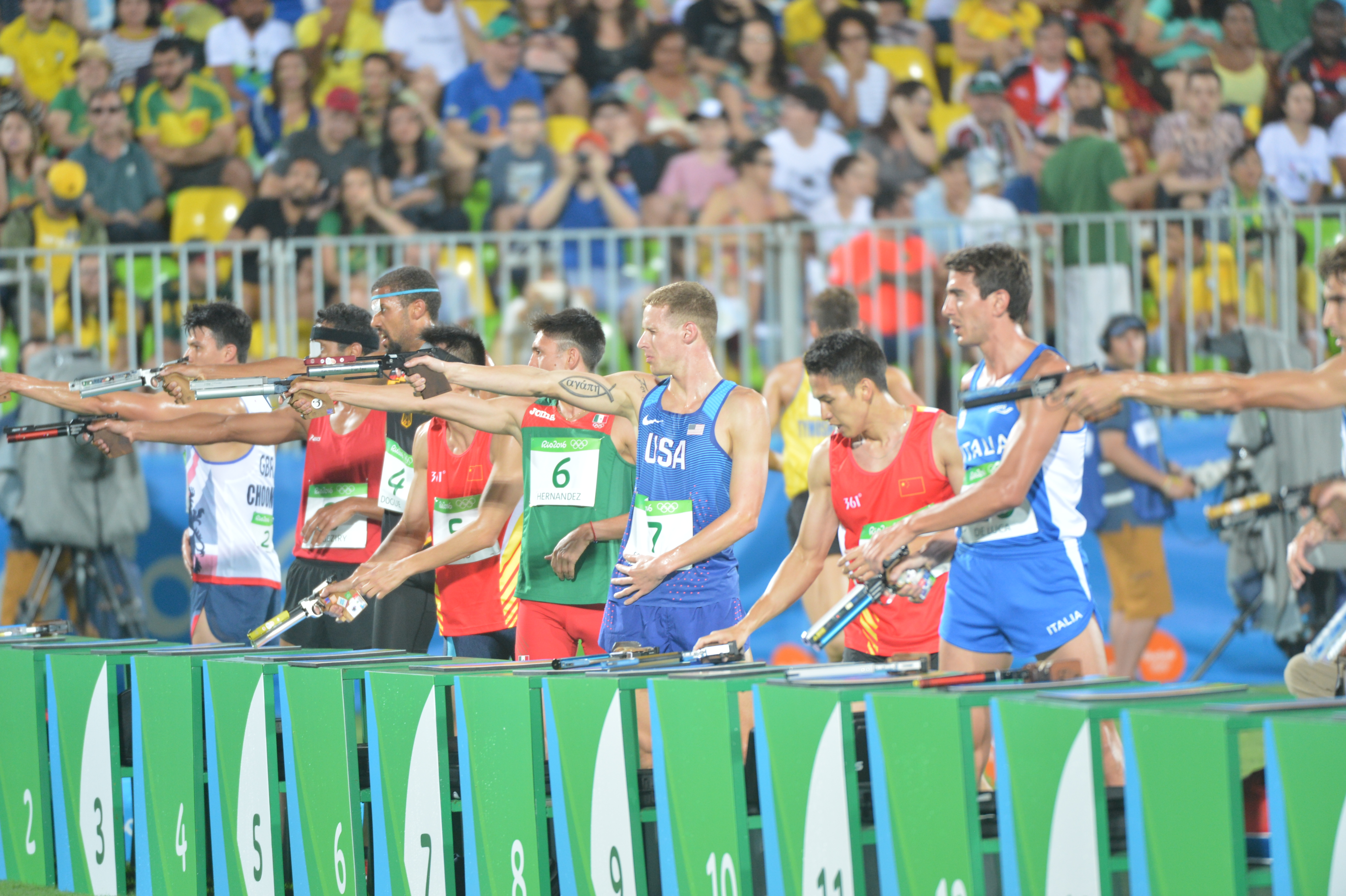
Schieten tijdens de moderne vijfkamp

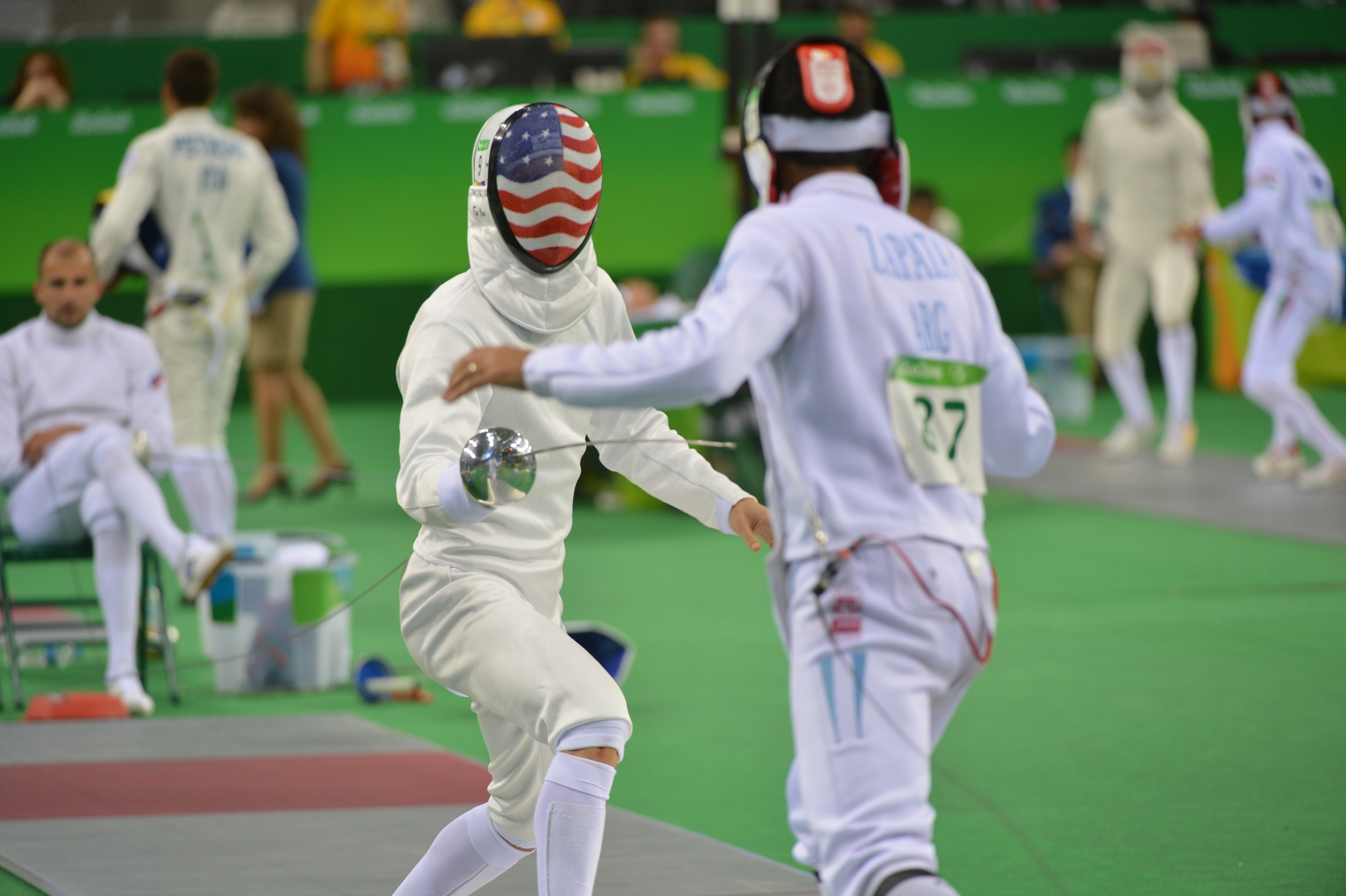
Schermen tijdens de moderne vijfkamp

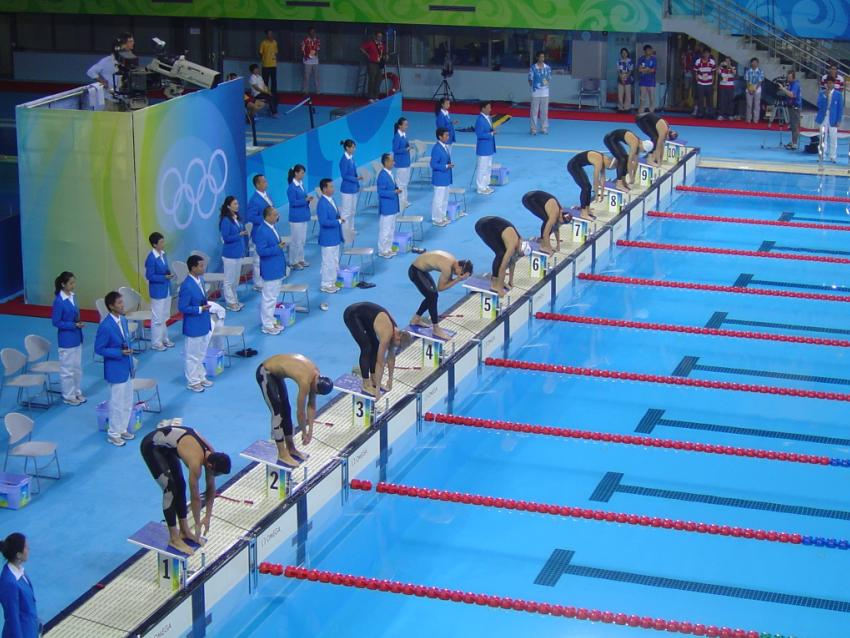
Zwemmen tijdens de moderne vijfkamp

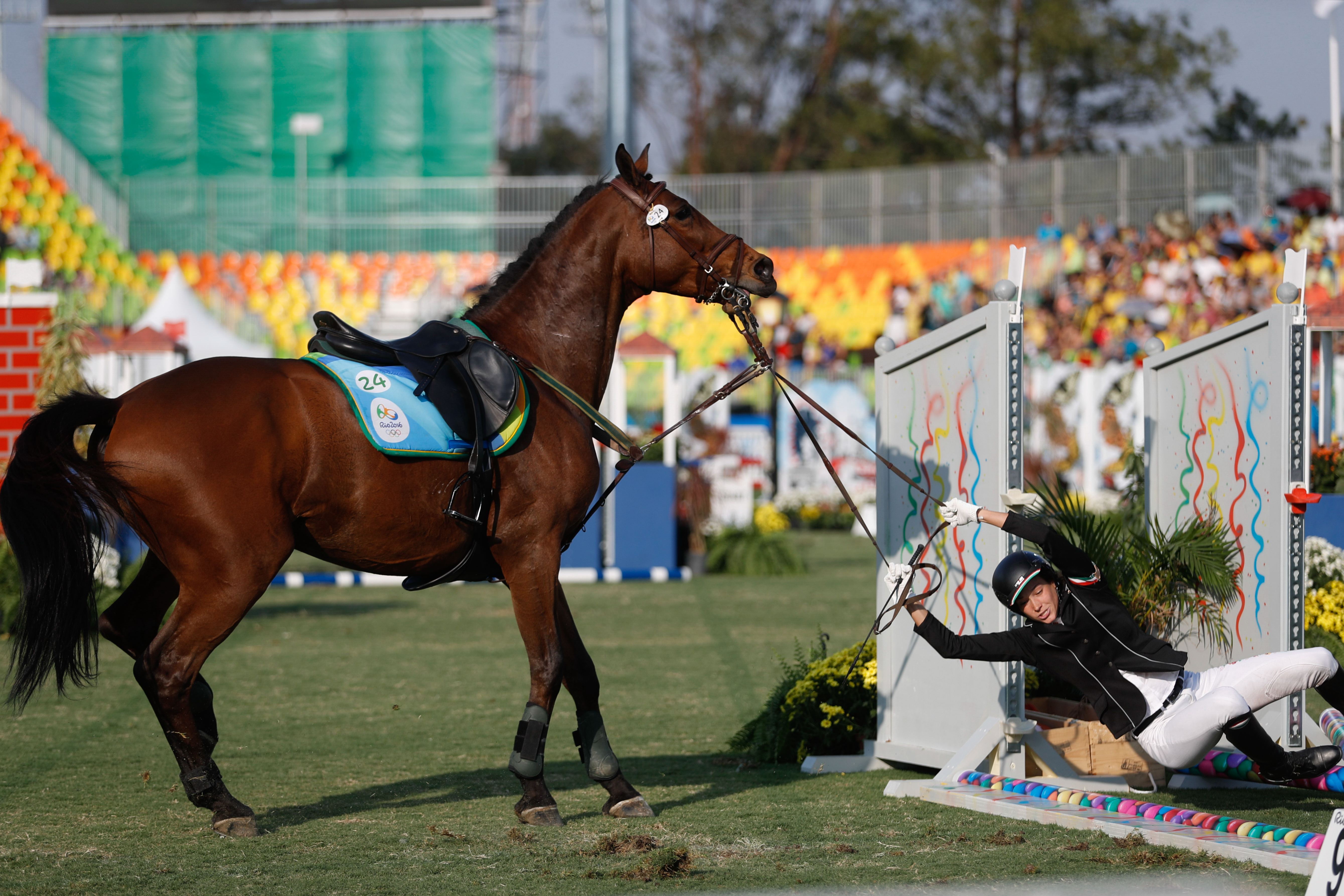
Paardrijden tijdens de moderne vijfkamp

De moderne vijfkamp is een sportwedstrijd waarin, in tegenstelling tot de tien- of zevenkamp in de atletiek, vijf verschillende sporten worden gecombineerd: schermen, zwemmen, paardrijden en een combinatie van hardlopen en pistoolschieten. Het doel van deze sportdiscipline was de ontwikkeling te bevorderen van de moderne universele atleet, het grote ideaal van de olympische sportman. De moderne vijfkamp werd speciaal voor de Olympische Spelen bedacht door Pierre de Coubertin. De sport staat onder auspiciën van de Internationale bond UIPM.
De eerste officiële moderne vijfkamp of moderne pentatlon vond plaats in 1912 tijdens de Olympische Spelen in Stockholm.

## Geschiedenis
De vijfkamp werd door Pierre de Coubertin zelf samengesteld als weerspiegeling van wat een ideale soldaat moest kunnen in de 19de eeuw. Het ontstond tijdens een gesprek van de Coubertin met zijn opvolger aan het hoofd van het Internationaal Olympisch Comité, de Belg Henri de Baillet-Latour.
Pas in 1909 kon de Coubertin zijn voorstel doordrukken: de eerste officiële moderne vijfkamp vond plaats in 1912 tijdens de Spelen in Stockholm.
Het wedstrijdreglement heeft gedurende de jaren heen enige veranderingen ondergaan. In de eerste jaren werden de vijf onderdelen over vijf dagen verspreid. De volgorde wisselde regelmatig.
Sinds de Spelen van Atlanta (1996) duurt de moderne vijfkamp slechts één dag, terwijl men er vroeger vijf dagen over deed. Ook de volgorde van de disciplines werd vastgelegd: schieten, schermen, zwemmen, paardrijden en hardlopen.
Vanaf 2009 worden het schieten en het hardlopen gecombineerd, op een manier zoals die wordt toegepast in het biatlon (een combinatie van langlaufen en schieten). Het schieten gebeurt tegenwoordig met een laserpistool. Ook de volgorde van de onderdelen werd aangepast: schermen, zwemmen, paardrijden en het hardlopen/schieten. Het paardrijden en het hardlopen/schieten worden in hetzelfde stadion gehouden en binnen een tijdsbestek van 1,5 uur afgewerkt. Het doel hiervan is om de sport interessanter te maken voor het publiek (en de commercie). 
Sindsdien is ook de toegevoegde bonusronde voor het schermen verplaatst naar dat terrein, maar om logistieke redenen is dat nog niet met het zwemmen gebeurd. Om die reden is het ook toegestaan om het zwemonderdeel als eerste te organiseren, wat op de meeste toernooien nu ook wordt gedaan. Op de Olympische Spelen van 2020 in Tokio (die in 2021 plaatsvonden) zijn voor het eerst alle vijf onderdelen in hetzelfde stadion gehouden, al werd één dag voordien de rangronde van het schermonderdeel op een andere locatie georganiseerd. Op deze spelen werd dan ook de 'oude' volgorde toegepast.

## De onderdelen
- Als eerste staat het schermen op het programma: dit gebeurt met de degen volgens de algemeen geldende schermreglementen, waarbij er slechts om 1 treffer wordt geschermd. Tegen elke andere schermer wordt in de zogeheten rangronde één keer gespeeld (tijdslimiet: 1 minuut). Daarnaast krijgen de sporters een kans om bonuspunten te verdienen in de bonusronde, waarin de twee vijfkampers die het minst hebben gepresteerd in de rangronde als eerste de piste op gaan, en de winnaar telkens blijft staan en het op mag nemen tegen de volgende (laagst geklasseerde overgebleven) schermer. In de bonusronde is de tijdslimiet niet 60, maar 30 seconden.
- Het zwemmen is de tweede discipline: 200 m vrije slag.
- Vervolgens paardrijden: elke deelnemer moet een paard berijden dat hem door loting wordt toegewezen en hij krijgt 20 minuten voorbereidingstijd om aan dat paard te wennen. De proef zelf is een springparcours.
- Het hardlopen gecombineerd met het schieten (de zogeheten laserloop) is de laatste discipline. In totaal wordt ruim 3.200 meter gelopen en moeten 20 doelen worden geraakt. Dit onderdeel begint met een kleine sprint van zo'n 20 meter naar de schietlocatie. Hier moet een doel vijfmaal worden geraakt met een onbeperkt aantal schoten. Wanneer dit is gelukt, mag de atleet verder. Dat mag hij ook als het hem na anderhalve minuut nog niet is gelukt om vijf keer raak te schieten. Hij loopt dan 800 meter en komt opnieuw bij de schietlocatie waar de procedure zich nog drie keer herhaalt. Elke atleet heeft zijn eigen schietbaan waar hij zijn pistool tijdens het lopen laat liggen. Het doel is een cirkel met een doorsnede van 59,5 mm en staat op een afstand van 10 meter.[3] De atleten starten naargelang hun plaats in de rangschikking na de drie vorige onderdelen. Wie daarin de leiding heeft, gaat als eerste van start. De puntenachterstand van de nummer twee wordt omgerekend naar een achterstand in tijd en die atleet mag dan pas na verloop van die tijd van start. Hierdoor is degene die als eerste de finish bereikt direct de winnaar.

Totdat het schieten met het hardlopen werd gecombineerd bestond het schietonderdeel uit het lossen van 20 schoten op een vierkantig-silhouette (17x17cm) op een afstand van 10 meter en voor elk schot had men 40 seconden de tijd. Het lopen bestond uit 3.000 meter (nog eerder was het loopnummer 4.000 meter lang).

### Scoresysteem
Na elk onderdeel worden punten uitgereikt voor de prestaties in dat onderdeel. Globaal gesproken is er een doelscore met een waarde van 250 punten en een waarde van elke seconde, punt of overwinning.

#### Schermen
In de rangronde voor het schermen wordt het aantal wedstrijden per sporter ten eerste vermenigvuldigd met 0,7 en afgerond op een heel getal. Dat is het aantal overwinningen dat men nodig heeft voor 250 punten. De waarde van elke overwinning is zo dicht mogelijk bij 150 gedeeld door datzelfde getal. Ten slotte is er nog een speciale regel die ervoor zorgt dat een vijfkamper die geen enkele wedstrijd weet te winnen, geen punten verdient.
Als voorbeeld zijn er 36 vijfkampers. Dit is ook het aantal in finales van wereldbekerwedstrijden, wereldkampioenschappen en de Olympische Spelen. Elke vijfkamper moet tegen iedere andere sporter eenmaal schermen, dus 35 keer in totaal. 70% hiervan is 24,5, wat wordt afgerond op 25. 25 overwinningen staat dus gelijk aan 250 punten. De waarde van één overwinning is 150/25=6 punten, dus voor 24 overwinningen verdient een vijfkamper 244 punten en voor 26 overwinningen 256 punten. Voor nul overwinningen zou een vijfkamper precies 100 punten krijgen, maar vanwege de speciale regel krijgt hij er geen.
In de bonusronde telt elke overwinning voor één punt, behalve de laatste wedstrijd (waar de beste schermer aan meedoet). Deze laatste is twee punten waard.

#### Zwemmen
Voor zwemmen is de doelscore 2:30,00 en is elke halve seconde een punt waard. De gezwommen tijd wordt altijd naar beneden afgerond, dus een tijd van 2:30,49 is goed voor 250 punten, maar een tijd van 2:31,51 zal 247 punten opleveren.

#### Paardrijden
Bij paardrijden werkt het puntensysteem iets anders: men krijgt 300 punten aan het begin van de rit en daar worden punten van afgetrokken voor fouten. Ten eerste zijn er 10 punten aftrek voor paarden die weigeren te springen, ruiters die van het paard af vallen en paarden die door de obstakels heenlopen zonder een sprong te maken. Vanwege het feit dat de ruiters het paard in slechts 20 minuten leren kennen en de relatieve onbeoefendheid in vergelijking met de top van de paardensport, komen deze dingen nog vrij vaak voor (ook al zijn de parcours minder uitdagend dan die in de paardensport). Elke keer dat er wel een sprong is, maar er alsnog een balk van het obstakel valt, worden 7 punten in mindering gebracht. Ten slotte wordt er voor elke seconde tijdsoverschrijding nog eens 1 seconde afgetrokken. Verder komt het ook redelijk vaak voor dat ruiters het parcours niet afmaken (als ze meer dan dubbel de tijdslimiet nodig hebben of als het paard twee keer weigert bij hetzelfde obstakel of voor de derde keer in totaal) en voor het paardrijden nul punten krijgen.

#### Laserloop
Voor de laserloop is de doelscore 13:20,00 (precies 800 seconden). Elke seconde is één punt waard (er wordt wederom altijd naar beneden afgerond), dus voor elk punt achterstand moeten de sporters één seconde later starten dan de leider. Omdat er twee disciplines, veldlopen en schieten, gecombineerd worden, is de doelscore niet 250, maar 500 punten waard. Echter heeft dit logischerwijs geen invloed op de uitslag en is het ook voor de kijker niet van belang, omdat de vijfkampers toch al in de volgorde van de eindstand over de streep komen. De eindscore wordt echter wel berekend en er wordt zelfs een wereldrecord bijgehouden.

## Wereldkampioenen
Elk jaar worden de Wereldkampioenschappen moderne vijfkamp gehouden die na het olympisch toernooi het belangrijkste toernooi zijn. Bekende meervoudige winnaars zijn de Hongaar András Balczó (vijf keer wereldkampioen in de jaren 60) en de Russen Igor Novikov en Pavel Lednjev (vier keer wereldkampioen). Bij de vrouwen is de Deense Eva Fjellerup recordhoudster met vier overwinningen.